# يوشيفومي اوكادا
يوشيفومي اوكادا (باليابانية: 岡田幸文؛ بالكانا: おかだ よしふみ) هو لاعب كرة قاعدة ياباني، ولد في 6 يوليو 1984 في تاكانيزاوا في اليابان.

## وصلات خارجية
- يوشيفومي اوكادا على موقع الدوري الياباني لكرة القاعدة (الإنجليزية)
- يوشيفومي اوكادا على موقعبيزبول رفرنس.كوم (الدوري الثانوي) (الإنجليزية)